# Mistrzostwa Świata w Kolarstwie Szosowym 1926
6. Mistrzostwa świata w kolarstwie szosowym – zawody kolarskie, które odbyły się 29 lipca 1926 we włoskim mieście Mediolan. Były to pierwsze zorganizowane w tym kraju mistrzostwa świata w kolarstwie szosowym. W mistrzostwach świata brało udział 43 zawodników z 12 reprezentacji.

## Kalendarium zawodów
| Kalendarz MŚ w Kolarstwie Szosowym 1926 |       |
| Konkurencja (dystans)                   | Data  |
| Konkurencja (dystans)                   | 29.07 |
| Mężczyźni                               |       |
| Amatorzy                                |       |
| Wyścig ze startu wspólnego (182,9 km)   |       |

## Medaliści
| Konkurencja dystans – (data) (liczba startujących)                   | Złoto:       | Czas (prędkość)       | Srebro:       | Czas   | Brąz:        | Czas   |
| Mężczyźni                                                            |              |                       |               |        |              |        |
| Amatorzy                                                             |              |                       |               |        |              |        |
| Wyścig ze startu wspólnego 182,9 km – (29 lipca) (43 zaw. z 12 rep.) | Octave Dayen | 5:57:00 (30,739 km/h) | Jules Merviel | + 0:00 | Piero Polano | + 0:00 |

## Szczegóły

### Wyścig ze startu wspólnego amatorów
| Miejsce | Zawodnik       | Narodowość           | Czas    |
| złoto   | Octave Dayen   | Francja              | 5:57:00 |
| srebro  | Jules Merviel  | Francja              | + 0:00  |
| brąz    | Piero Polano   | Włochy               | + 0:00  |
| 4       | Karl Bohrer    | Szwajcaria           | + 0:00  |
| 5       | Allegro Grandi | Włochy               | + 0:00  |
| 6       | René Brossy    | Francja              | + 0:00  |
| 7       | Adolf Haug     | Republika Austriacka | + 0:00  |
| 8       | Otto Gugau     | Rzesza Niemiecka     | + 0:00  |
| 9       | Giovanni Balla | Włochy               | + 0:00  |
| 10      | Max Günther    | Rzesza Niemiecka     | + 0:00  |

## Tabela medalowa
| Tabela medalowa |               |       |        |      |       |
| Miejsce         | Reprezentacja | Złoto | Srebro | Brąz | Razem |
| 1               | Francja       | 1     | 1      | 0    | 2     |
| 2               | Włochy        | 0     | 0      | 1    | 1     |